# Bni Hassane
Bni Hassane (franska: Bni Hassane (CR), Bni Hassane (Commune Rurale), arabiska: بني عياط) är en kommun i Marocko.   Den ligger i provinsen Azilal och regionen Béni Mellal-Khénifra, i den nordöstra delen av landet, 220 km söder om huvudstaden Rabat. Antalet invånare är 11 579.